# Куторы
Куто́ры, или водопла́вки (лат. Neomys, от др.-греч. νεο- +μῦς «необычная мышь») — род полуводных млекопитающих семейства землеройковых.
От прочих землероек куторы отличаются характерными признаками приспособления к водному образу жизни. Кисти и ступни по бокам окаймлены оторочкой из щетинистых волос, увеличивающей плавательную поверхность лап. Ступни на задних лапах удлинены. Хвост на нижней поверхности имеет гребневидный киль, образованный удлинёнными волосами. Уши почти не выдаются над мехом. Волосяной покров очень густой и плотный, водоотталкивающий. Окраска двуцветная, резко контрастная: спина чёрная, чёрно-бурая или бурая, бока и брюшко белые, серые или жёлто-белые, иногда с рыжеватым или черноватым налётом. Встречаются особи с тёмно-бурым окрасом брюшка. Длина тела куторы 7—10 см, хвоста 4,5—7,7 см, масса 12—22 г. Зубов 30; их вершины, как и у бурозубок, окрашены в красновато-бурый цвет. Сосков у самок 5 пар.
Куторы обитают по берегам небольших пресноводных водоёмов. Ведут полуводный образ жизни. Во время расселения молодняка (в июле—августе) встречаются и на некотором удалении от водоёмов, но всегда в богатых травянистых местообитаниях с обилием кормов. Хорошо плавают и ныряют, правда, под водой способны оставаться не более 5—20 секунд. Корм кутора добывает главным образом в воде, но поедает на суше. Питается беспозвоночными (насекомыми, червями, моллюсками), лягушками, мальками рыб и икрой. Может нападать на рыб и лягушек значительно крупнее себя. Масса корма, съедаемого за сутки куторой, может превосходить её собственную массу. Активны куторы круглосуточно; в спячку не впадают. Убежищем им часто служат норы, которые они роют сами или занимают чужие. Ведут одиночный образ жизни; в условиях содержания, когда контактов невозможно избежать, очень агрессивны по отношению друг к другу.
Размножаются 2, реже 3 раза в год. Беременность длится 19—21 день, в помёте обычно 3—8 детёнышей. Самка кормит их молоком 37—40 дней. Поскольку самка приносит потомство с интервалом в 2 месяца (в неволе), сезон размножения у кутор растянут на всё тёплое время года, с апреля по сентябрь. Половая зрелость наступает между 6 и 8 месяцами. Сеголетки, особенно самки, часто в том же году вступают в размножение. Продолжительность жизни кутор в природе 14—19 месяцев.

## Виды кутор
Известны всего три вида кутор:
- Обыкновенная кутора, или водяная кутора (Neomys fodiens),
- Малая кутора (Neomys anomalus),
- Кутора Шелковникова (Neomys schelkovnikovi)